# シアノルテFC
シアノルテ・フットボール・クラブ（ポルトガル語: Cianorte Futebol Clube）、または単にシアノルテ (Cianorte) は、ブラジル、パラナ州、シアノルテのサッカークラブである。2002年2月13日に設立された。
アルビーノ・トゥルバイ・オリンピック競技場 (Estádio Olimpico Albino Turbay) をホームとしている。

## 沿革
倒産したシアノルテ・スポーツ・クラブ (Cianorte Esporte Clube) の名前を変える形で、2002年2月13日に設立された。